# Hotel International
Hotel International (engelska: The V.I.P.s) är en brittisk dramafilm från 1963 i regi av Anthony Asquith.

## Roller (urval)
- Elizabeth Taylor – Frances Andros
- Richard Burton – Paul Andros
- Louis Jourdan – Marc Champselle
- Elsa Martinelli – Gloria Gritti
- Margaret Rutherford – grevinnan av Brighton
- Maggie Smith – miss Mead
- Rod Taylor – Les Mangrum
- Orson Welles – Max Buda
- Linda Christian – Miriam Marshall
- Dennis Price – kommendör Millbank
- Richard Wattis – Sanders
- Ronald Fraser – Joslin
- David Frost – reportern
- Robert Coote – John Coburn
- Joan Benham – miss Potter
- Michael Hordern – flygplatschefen
- Lance Percival – BOAC-tjänsteman
- Martin Miller – dr Schwutzbacher
- Peter Sallis – läkaren
- Stringer Davis – hotellkyparen
- Terence Alexander – flygkaptenen
- Moyra Fraser – flygvärdinnan